# ER9型电力动车组
ER9型电力动车组（俄語：Электропо́езд ЭР9）是苏联铁路的电力动车组车型之一，适用于供电制式为25千伏工频单相交流电的电气化铁路，由位于拉脱维亚的里加车辆制造厂设计制造，被广泛运用于苏联各地的交流电气化铁路。
ER9型电力动车组的车体结构和转向架等机械部分与ER2型直流电力动车组基本相同，标准编组为10辆编组，由2辆带司机室的头部拖车、3辆中间拖车、5辆动车组成，但也可按情况灵活采用4、6、8、12辆编组；采用交—直流电传动、硅整流器、有级调压。

## 发展历史

### 研制
1950年代中期，苏联开始研制适用于交流电气化铁路的市郊通勤电力动车组。1961年，里加车辆制造厂在ER1型电力动车组的基础上，开发研制了首列ER7型电力动车组，适用于供电制式为25千伏工频单相交流电的电气化铁路，采用变压器高压侧调压和引燃管整流器。然而，在试验过程中发现引燃管整流器可靠性很差，因此苏联铁道部门决定以硅整流器取代性能落后的引燃管整流器。
1961年底，里加车辆制造厂试制了两节采用硅整流器的控制单元车辆（一辆控制拖车和一辆中间动车），并定型为ER9型电力动车组。1962年初，ER9-01号列车在全苏铁道运输科学研究院的环形铁道进行了性能试验，经过试验显示其性能状态良好。同年下半年，ER9型电力动车组开始投入批量生产，其中里加车辆制造厂负责制造动车和列车总组装，加里宁车辆制造厂负责制造拖车，牵引电动机和部分电气设备由里加电机制造厂提供，牵引变压器和整流装置由塔林电气工厂、乌拉尔电器工厂等单位提供。1962年至1964年间，累计生产了45组（450辆）ER9型电力动车组。

### 改进型

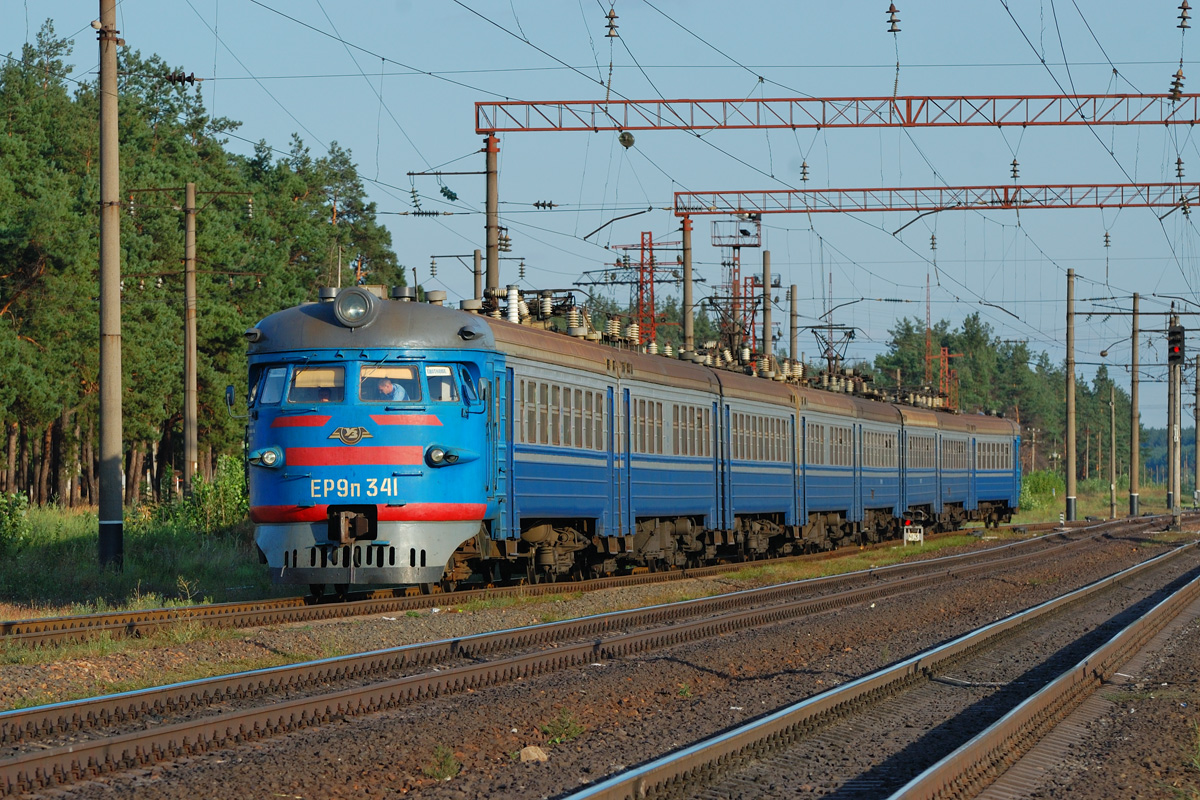
ER9P-341号电力动车组

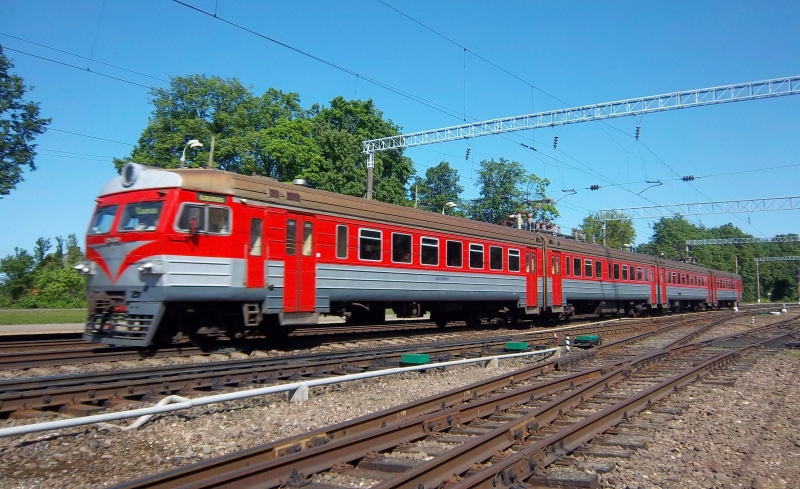
立陶宛铁路的ER9M型电力动车组

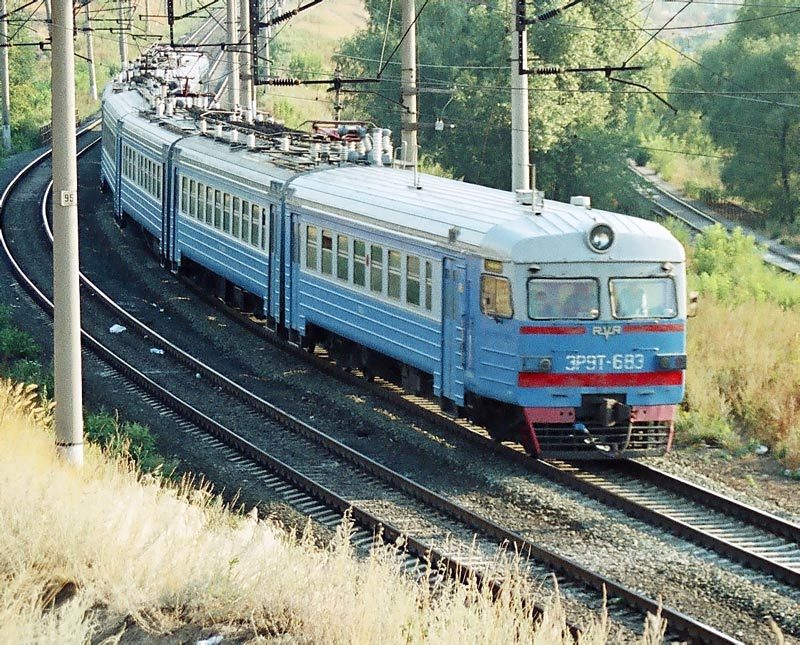
乌克兰铁路的ER9T-683号列车

#### ER9P
1964年，里加车辆制造厂开始批量生产经过改良的ER9P型电力动车组。ER9P型电力动车组的列车组成仍然和ER9型电力动车组保持一致，采用“五动五拖”的10辆编组。但在设备布置方面，将原本设置于动车车厢内的整流装置，改为设置于车底，以增加客室空间和座席数量。此外，电气设备的通风冷却系统也有所改变，由劈相机的旋转轴驱动通风机，为整流装置、平波电抗器、牵引变压器等电气部件进行冷却。动车转向架的中央悬挂装置最初采用椭圆形钢板弹簧，后来从1966年生产的ER9P-126号列车开始改为螺旋圆弹簧加液压减振器。从ER9P-307号列车开始，转向架增加闸瓦间隙自动调节器，并对车厢内饰作出了改进。从1974年生产的ER9P-345号列车开始，采用经过简化的平面车头结构，取代了以往带有圆弧过渡的流线型头型。1964年至1975年间，累计生产了超过300组（3300辆）ER9P型电力动车组。

#### ER9M
1976年，根据ER9P型电力动车组的使用经验，里加车辆制造厂开始批量生产ER9M型电力动车组。ER9P型电力动车组的主要特点为改良了车顶高压连接线的布置，将部分高压元件设置于车厢之内，以减少车顶绝缘子发生污闪或击穿的机会，动车车厢的座席数量亦因而从110个减少至107个，其他部分仍然和ER9P型电力动车组相同。1976年1982年间，累计生产了约200组（2090辆）ER9M型电力动车组。

#### ER9E
1981年，里加车辆制造厂开始生产ER9E型电力动车组，主要特点为改良了整流装置和电气设备的冷却系统，整流装置改为可靠性更高的УВП-5型硅整流器，采用自然风冷；而牵引变压器和平波电抗器共用同一个冷却油箱，亦采用自然风冷冷却。1981年至1987年间，累计生产了约100组（1030辆）ER9E型电力动车组。

#### ER9T
1987年，里加车辆制造厂在ER9E-666号列车上，进行了加装电阻制动装置的试验，并改称为ER9ET-666号列车。1988年，里加车辆制造厂开始批量生产带有电阻制动的ER9T型电力动车组，动车车顶上装有制动电阻，当实施电阻制动时牵引电动机变为直流发电机，经过电阻将电能转换为热能并消散掉。列车并采用了新的动车转向架和牵引电动机，齿轮传动比由3.17改为3.41。1996年10月，里加车辆制造厂生产的最后一列ER9T型电力动车组出厂，由于该列车采用了与ED9T型电力动车组相同的电气设备，因此被称为ER9TM-801号列车，并于1997年3月在白俄罗斯铁路明斯克-北方机务段投入运用。2000年代初，位于乌克兰基辅的达尔尼茨基车辆修理厂亦制造了两列ER9T型电力动车组，分别为ER9T-746（2001年制造）、ER9T-747号列车（2003年制造）。

### 现代化改造

#### ER9K
2000年代起，部分ER9型电力动车组相继进行了翻新改造，经过翻修的列车在型号上增加字母“K”作为标识，例如ER9K、ER9PK、ER9MK型电力动车组。这些列车的车体结构和电气设备仍维持不变，而内部装饰则进行了大幅改造，以金属和塑料材料取代原本的木质结构。

#### EM9
2001年至2003年间，莫斯科铁路局的六组ER9型电力动车组在拉脱维亚的陶格夫匹尔斯机车修理厂（ДЛРЗ）进行了大修，列车的车体结构和电气设备仍维持不变，而主要对内部装饰进行翻新。其中EM9-001～EM9-004号列车仍采用原本带有圆弧过渡的流线型旧头型，而EM9-005～EM9-006号列车则采用了新设计的微流线型平面头型。

## 技术特点

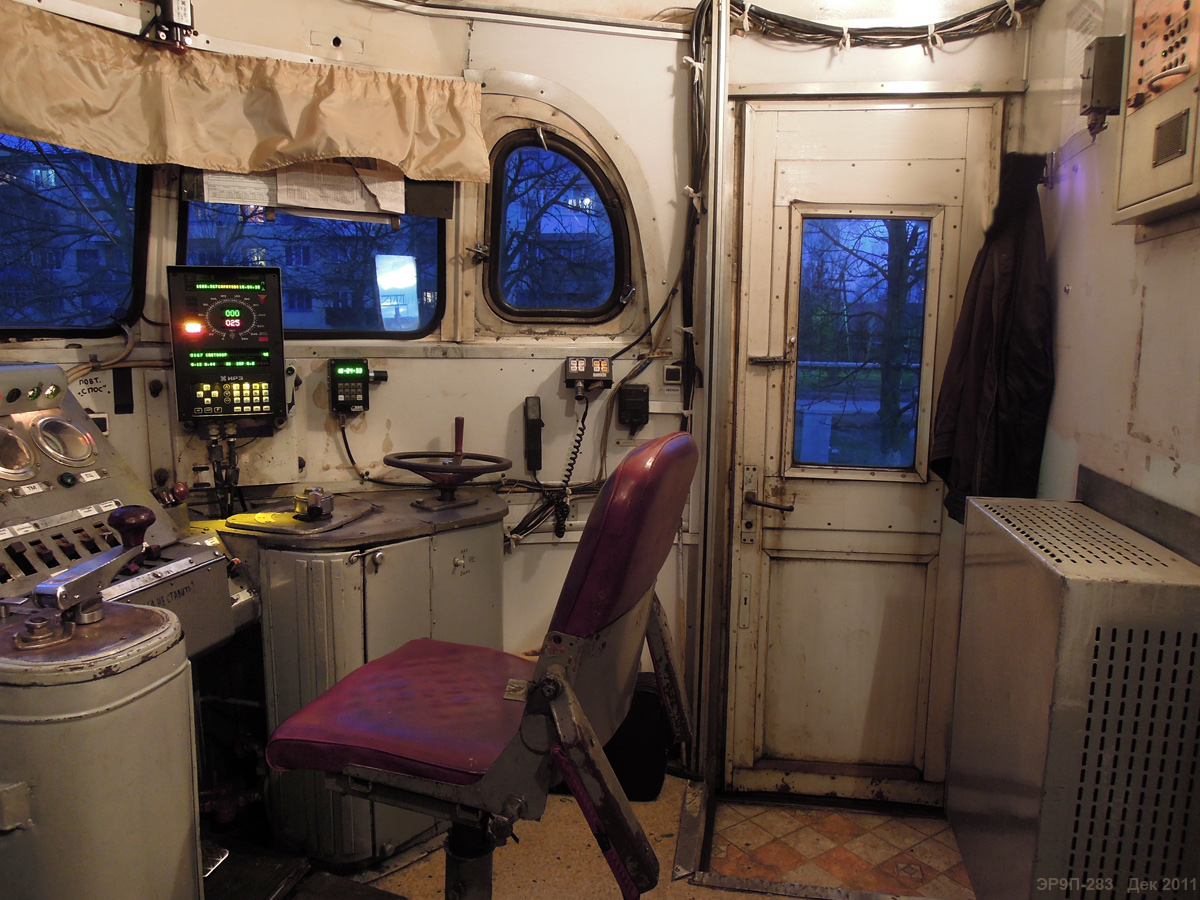
ER9P型电力动车组的司机室

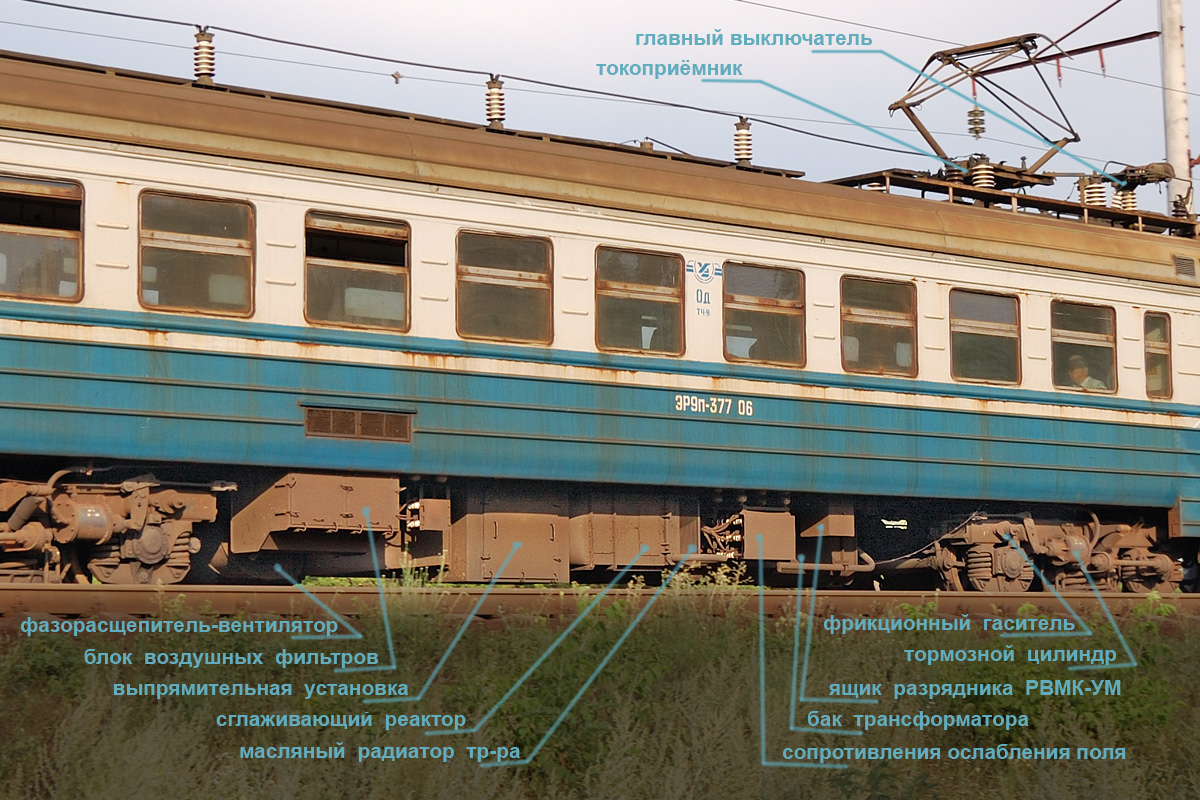
ER9P型电力动车组的动车车底设备

### 总体结构
ER7型电力动车组是采用动力分散方式的交流电力动车组，其标准编组为“五动五拖”的10辆编组，由2辆带司机室的头部控制拖车、3辆中间拖车、5辆中间动车组成，每“一动一拖”组成一个电气独立单元，司机可在任一司机室对全列车进行操纵。列车亦可以根据实际需要增减车厢数量，采用灵活的编组方式，列车最短编组为4节车厢（2个动力单元），最长编组可达12节车厢（6个动力单元），各车厢之间采用SA-3型自动车钩连接。
车体采用低合金钢整体承载式焊接结构，与ER2型电力动车组基本相同。车体长度为19,600毫米，车体宽度为3,480毫米。控制拖车自重39吨、中间动车自重59.2吨、中间拖车自重37吨，三种车厢的座席定员分别为68、110、108人。车厢两端各设有一对供旅客出入的侧门，车门采用电控气动滑动式车门，其高度适用于各种高度的站台。

### 电气系统
列车采用交—直流电传动，每辆动车的车顶装有一台受电弓和空气断路器，车底下装有一台ОЦР-1000/25型牵引变压器和一台硅整流器。接触网导线上的25千伏单相工频交流电电流，经受电弓、主断路器引入列车后，经过高压电缆进入车底的牵引变压器，经过变压器次边绕组降压后进入整流装置，将交流电转换成电压可调的直流电，然后经平波电抗器滤波后向四台牵引电动机供电。每两台牵引电动机为一组串联连接，然后两组并联连接。
牵引变压器为壳式油冷单相变压器，额定容量为965千伏安，变压器原边绕组为输入端；二次侧绕组设有牵引绕组（773千伏安）、辅助绕组（92千伏安，220伏）和供暖绕组（100千伏安，628伏），列车采用变压器高压侧调压，变压器原边绕组设有七级抽头，以实现牵引电动机的调压调速控制。ER9型电力动车组采用ВУТ-800型硅整流器，由多个РК-200、ВКД-200型二极管组成，额定整流电流为200安倍。牵引电动机为РТ-51Д型四极串励直流电动机，小时功率为200千瓦，额定转速为每分钟700转，设有二级磁场削弱，削弱率分别为53.5%和32%；牵引电动机采用架悬式全悬挂安装方式，将牵引电机整个悬挂在转向架构架上。
此外，列车还设有旋转式劈相机，将变压器辅助绕组输出的220伏单相交流电转换成三相交流电，为空气压缩机、变压器冷却油泵、通风机等设备提供电力。列车的控制电路采用110伏直流电，由蓄电池或硅整流器供电。

## 参看
- ER1型电力动车组
- ER2型电力动车组
- ER7型电力动车组
- ER10型电力动车组
- ER11型电力动车组
- ED9型电力动车组